# Torsten Lindberg
Torsten Lindberg   (Nässjö, 14 d'abril de 1917 - Malmö, 31 d'agost de 2009) fou un futbolista suec que va competir entre les dècades de 1930 i 1950. Jugava de porter.
El 1948 va prendre part en els Jocs Olímpics d'Estiu de Berlín, on guanyà la medalla d'or en la competició de futbol. Entre 1947 i 1951 jugà 19 partit amb la selecció sueca.
A nivell de clubs jugà a l'Husqvarna IF, IK Tord, Örgryte IS i l'IFK Norrköping. Amb l'IFK Norrköping guanyà la lliga sueca de 1943, 1945, 1946, 1947, 1948 i 1952 i  la copa sueca de 1943 i 1945.Posteriorment exercí d'entrenador de l'IFK Norrköping, Djurgårdens IF i AIK. A la Copa del Món de Futbol de 1958 fou segon entrenador de la selecció sueca.